# Julian Ochorowicz

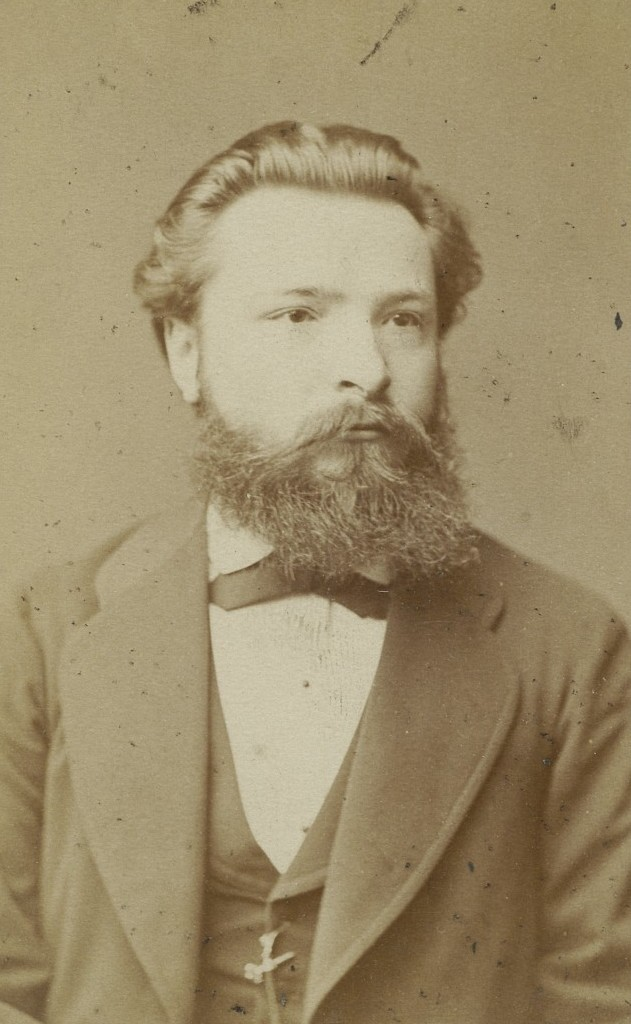
Julian Ochorowicz

Julian Leopold Ochorowicz ( ['juljan lɛˈɔpɔld ɔxɔˈrɔvit͡ʂ] ; fora da Polônia, também conhecido como Julien Ochorowitz ; Radzymin, 23 de fevereiro de 1850 - 1º de maio de 1917, Varsóvia) foi um filósofo polonês, psicólogo, inventor (precursor do rádio e da televisão), poeta, publicitário e principal expoente do positivismo polonês.

## Vida
Julian Ochorowicz era filho de Julian e Jadwiga, nascida Sumińska.
Ochorowicz estudou ciências naturais na Universidade de Varsóvia, graduando-se em 1871. Ele posteriormente estudou na Universidade de Leipzig sob Wilhelm Wundt; em 1874, ele recebeu seu doutorado lá com uma tese Sobre as Condições de Consciência.
De volta a Varsóvia, em 1874-75, foi editor-chefe do popular periódico em língua polonesa Niwa (O Campo) e publicou uma série chamada "Biblioteka Filozofii Pozytywnej" (Biblioteca da Filosofia Positiva). Desde 1881, ele foi professor assistente (docente) de psicologia e filosofia natural na Universidade de Lwów.
Em 1882, ele foi enviado para Paris, França, onde passou vários anos. Mais tarde, a partir de 1907, ele seria co-diretor do Institut General Psychologique.
Voltando a Varsóvia, a partir de 1900, Ochorowicz foi presidente da Kasa Literacka (Fundo Literário). Ele publicou seus trabalhos pedagógicos na Encyklopedia Wychowawcza (a Enciclopédia da Educação).
Ochorowicz foi pioneiro da pesquisa empírica em psicologia e conduziu estudos sobre ocultismo, espiritualismo, hipnose e telepatia muitos de seus pontos de vista, embora não tenham sido sistematicamente apresentados na forma de uma teoria refinada, permitem que Ochorowicz seja incluído entre os precursores do conceito de psicologia do inconsciente à frente das ideias de Freud. Suas obras mais populares incluem Wstęp i pogląd ogólny na filozofię pozytywną (Uma Introdução e Visão Geral da Filosofia Positiva, 1872) e Jak należy badać duszę? (Como Estudar a Alma?, 1869), está última tendo publicado em aos 19 anos e valendo-lhe um prêmio.
Ochorowicz, o poeta, publicou em Przegląd Tygodniowy (a Revista Semanal), sob o pseudônimo de Julian Mohort. Ele escreveu o poema "Naprzód" ("Avante", 1873), considerado o manifesto dos positivistas poloneses.

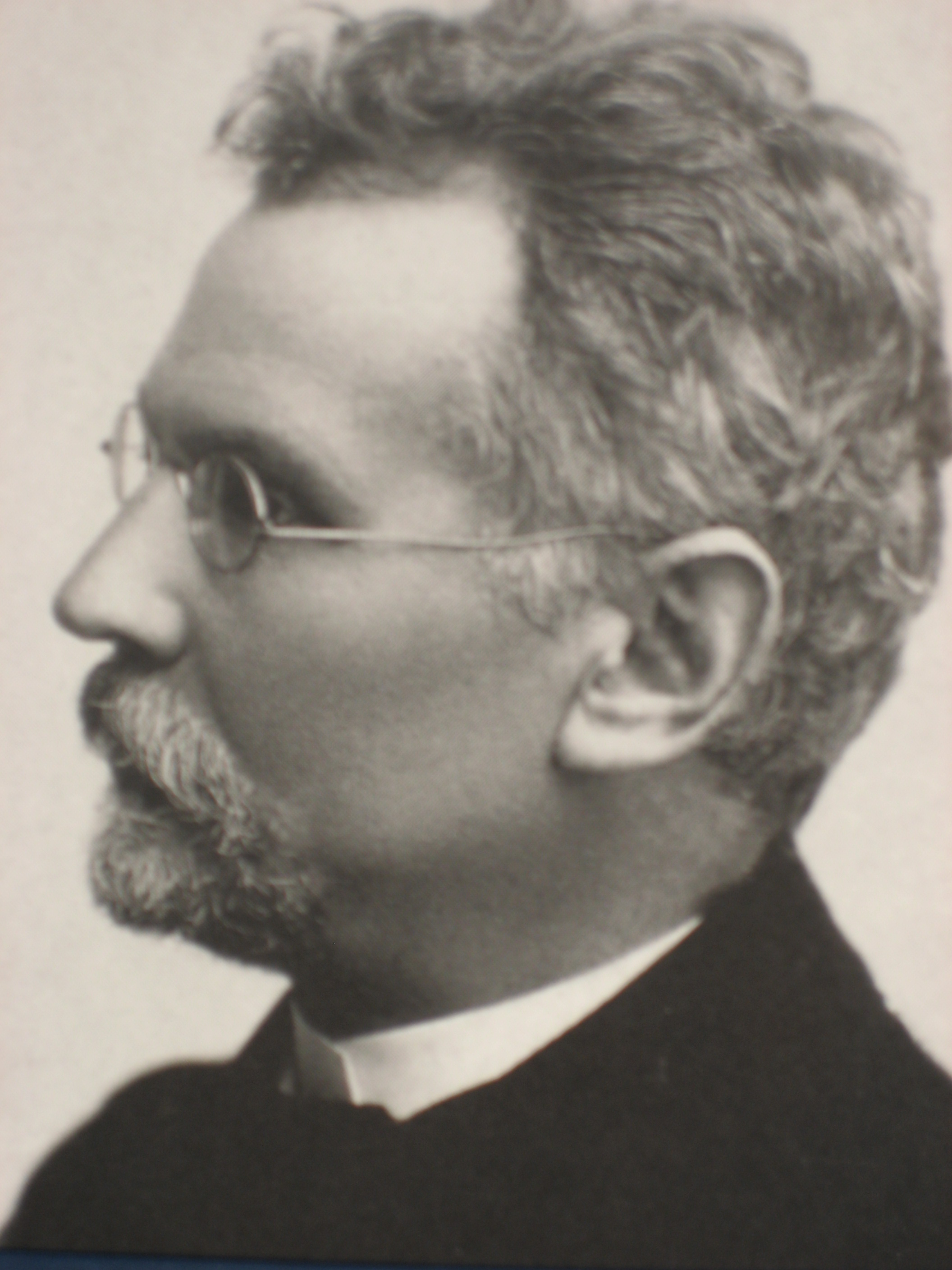
Bolesław Prus

Ochorowicz, um filósofo treinado com um doutorado pela Universidade de Leipzig, tornou-se o líder do movimento positivista na Polônia. Em 1872, ele escreveu: "Chamaremos um positivista qualquer um que baseia afirmações em evidências verificáveis; que não se expressa categoricamente sobre coisas duvidosas e não fala absolutamente sobre as inacessíveis".
Ele experimentou microfones e aparelhos para enviar som e luz a distâncias e, portanto, é considerado um precursor do rádio e da televisão.. Em 1877, ele elaborou a teoria para uma televisão monocromática, a ser construída como uma tela que compreende lâmpadas que convertem imagens transmitidas em grupos de pontos de luz, publicando na revista científica polonesa Kosmos.
Em 1885, em várias ocasiões, ele demonstrou seu próprio telefone aprimorado. Em Paris, ele conectou o edifício do Ministério dos Correios e Telégrafo à Ópera de Paris, a 4 quilômetros de distância. Na Exposição Mundial de Antuérpia, ele estabeleceu uma conexão com Bruxelas, 45 km distante. Ele ligou São Petersburgo, Rússia, com Bologoye, 320 km de distância.
Ochorowicz conduziu experimentos em um laboratório psicológico que ele estabeleceu em Wisła.

## Prus

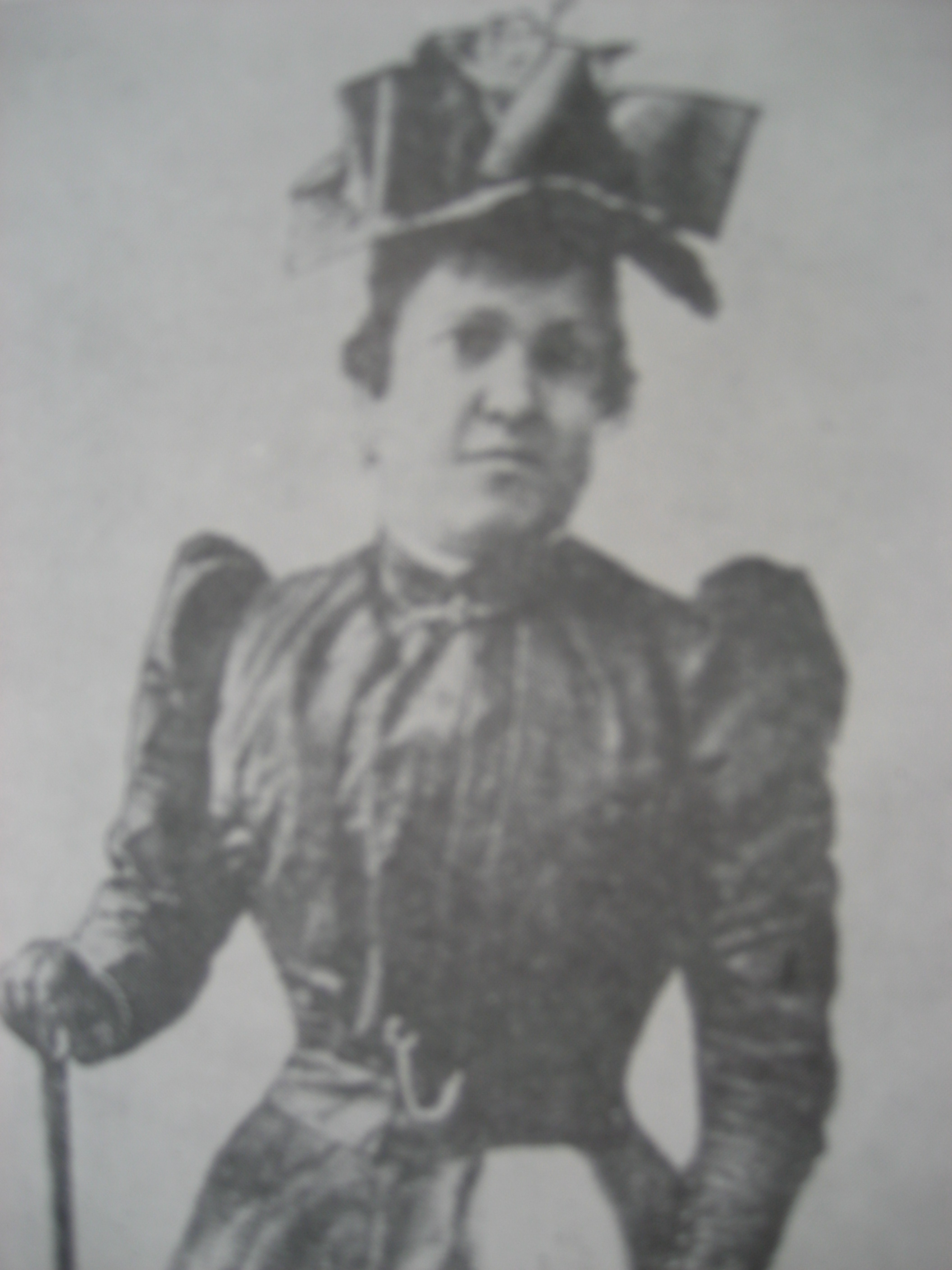
Eusapia Palladino, Varsóvia, 1893

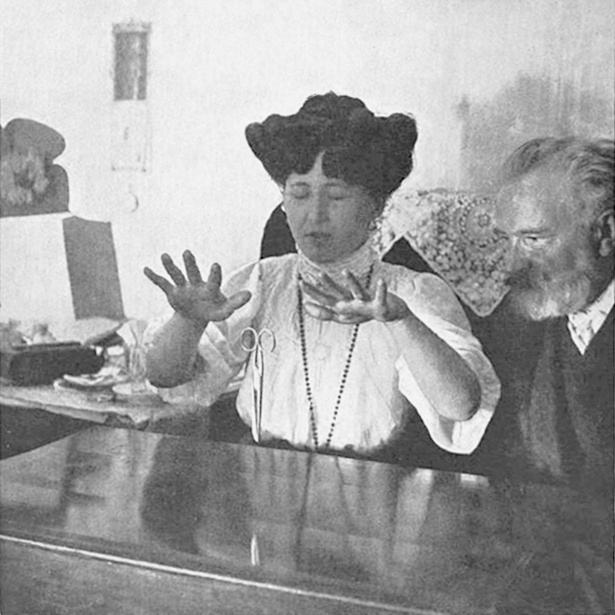
O psicólogo Ochorowicz observa atentamente como a telecinética polonesa Stanisława Tomczyk, em transe, levita uma tesoura. Wisla, Polônia, 1909.

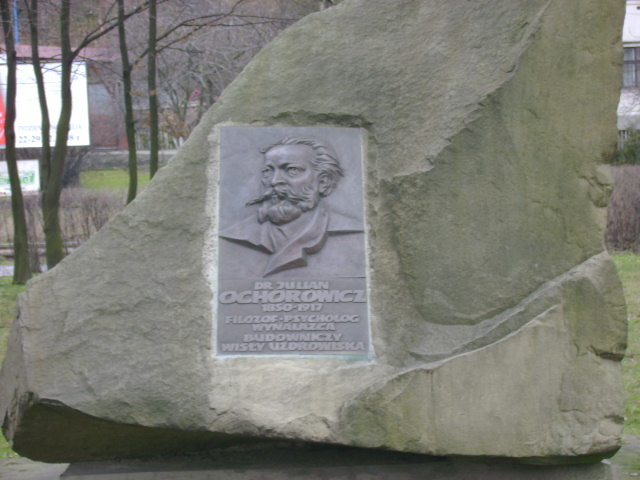
Monumento a Ochorowicz em Wisła, que ele transformou em um resort de saúde e destino turístico

Julian Ochorowicz foi um ex-colega na escola secundária de Lublin e na Universidade de Varsóvia de Bolesław Prus, que o retratou em seu romance de 1889, A Boneca, como o cientista "Julian Ochocki". Ochorowicz, depois de voltar de Paris para Varsóvia, em 1893, fez várias palestras públicas sobre o conhecimento egípcio antigo. Evidentemente, isso ajudou a inspirar Prus a escrever (1894 a 1895) seu único romance histórico, Faraó. Ochorowicz forneceu livros de Prus sobre egiptologia que ele trouxera de Paris.
Também em 1893, Ochorowicz apresentou Prus à espiritualista italiana Eusapia Palladino, quem ele conhecera um ano antes, apresentada por seu amigo pintor Henryk Siemiradzki em uma viagem a Roma, e que ele trouxera a Varsóvia de sua turnê mediúnica em São Petersburgo, Rússia. Prus participou de várias sessões conduzidas por Palladino e incorporou várias cenas de inspiração espiritualista proeminentes em seu romance Faraó de 1895.
Ochorowicz hospedou Palladino em Varsóvia de novembro de 1893 a janeiro de 1894. Em relação aos fenômenos demonstrados nas sessões espíritas de Palladino, ele concluiu contra a hipótese do espírito e para uma hipótese de que esses fenômenos foram causados por uma "ação fluídica" e executados às custas dos próprios poderes da médium e dos outros participantes das sessões. Ele usou o termo "ideoplastia" para a exteriorização material da energia psíquica na produção dos fenômenos. Ele já havia escrito anteriormente:
"A história nos ensina que muitas das grandes questões científicas foram consideradas impossíveis de resolver em um determinado momento, mas depois foram realmente resolvidas. É provável, então, que também haja questões como essa na filosofia. Nomeadamente, se alguns limites são impostos às explorações da mente humana ... nunca se deve enquadrá-los na forma de um decisivo e absoluto "nunca", mas, pelo contrário, apenas na forma de um aviso prudente e temporário. Em nossa opinião, um positivista não pode dizer que a questão da imortalidade nunca será resolvida, ou menos ainda, que esteja além dos limites da filosofia, mas apenas que hoje, no atual estado da ciência, ela não pode ser resolvida."
Ochorowicz, com Frederic William Henry Myers, Charles Richet e Oliver Lodge, investigou Palladino no verão de 1894 na casa de Richet na Île du Grand Ribaud, no Mediterrâneo. Myers e Richet alegaram que os móveis se moviam durante as sessões e que alguns dos fenômenos eram resultado de uma agência sobrenatural. No entanto, Richard Hodgson alegou que havia controle inadequado durante as sessões e que as precauções descritas não excluíram truques. Hodgson escreveu que todos os fenômenos "descritos poderiam ser explicados no pressuposto de que Eusapia poderia libertar a mão ou o pé". Lodge, Myers e Richet discordaram, mas Hodgson mais tarde se provou correto nas sessões de Cambridge, pois Palladino foi observada tendo usado truques exatamente da maneira como os havia descrito.
Depois que a esposa de Ochorowicz o deixou, ele decidiu fazer algumas mudanças em sua vida: ele comprou um pedaço de terra em Wisła, nas montanhas da Polônia, construiu uma casa e quatro casas adicionais para turistas e passou a morar com os aluguéis.
Por volta de 20 de junho de 1900, Prus e sua família chegaram para visitar. Em julho, Prus viajou para a vizinha Cracóvia, onde, até o início de setembro, passou por tratamentos devido às suas diversas queixas médicas, por um oftalmologista, um neurologista e um médico que tratava sua tireoide.
Em 1908–9, em Wisła, Ochorowicz estudou a mediunidade de Stanisława Tomczyk.
Na segunda metade do século XIX, o espiritualismo não era um assunto incomum de estudo para psicólogos renomados. Um proeminente psicólogo americano que olhou favoravelmente o espiritualismo foi William James.

## Obras
- Jak należy badać duszę? Czyli o metodzie badań psychologicznych (Como Estudar a Alma? Sobre o método de estudos psicológicos), 1869.
- Miłość, zbrodnia, wiara i moralność. Kilka studiów z psychologii kryminalnej (Amor, Crime, Fé e Moralidade: Vários Estudos em Psicologia do Crime), 1870.
- Wstęp i pogląd ogólny na filozofię pozytywną (Uma Introdução e Visão Geral da Filosofia Positiva), 1872.
- Z dziennika psychologa (De um Diário de um Psicólogo), 1876.
- O twórczości poetyckiej ze stanowiska psychologii (Sobre a Criatividade Poética do Ponto de Vista da Psicologia), 1877.
- De la Suggestion mentale, deuxieme edição (segunda edição), Paris, Doin, 1889.
- Psychologia, pedagogika, etyka. Przyczynki do usiłowań naszego odrodzenia narodowego (Psicologia, Pedagogia, Ética: Contribuições para o Nosso Renascimento Nacional), 1917.

Traduções:
- Ochorowicz, J., Mental suggestion, by Dr. J. Ochorowicz ... with a preface by Charles Richet, translated from the French by J. Fitzgerald, M.A., New York, Humboldt Publishing Co, 1891.
- J. Ochorowicz, Mental Dominance, New York, Instant Improvement, Inc., 1990.